# Liste der Naturdenkmale in Cuxhaven
Die Liste der Naturdenkmale in Cuxhaven enthält die Naturdenkmale in der Stadt Cuxhaven in Niedersachsen.
Am 31. Dezember 2015 gab es in der Stadt Cuxhaven insgesamt 9 Naturdenkmale im Zuständigkeitsbereich der unteren Naturschutzbehörde.

## Naturdenkmale
| Bild            | Bezeichnung     | Ort, Lage                                    | Beschreibung                          | Schutzzweck | Nummer      |
| --------------- | --------------- | -------------------------------------------- | ------------------------------------- | ----------- | ----------- |
| BW              | Eibe            | Groden (53° 50′ 51,7″ N, 8° 43′ 28,6″ O)     | Verordnungsdatum 05.03.1938           |             | ND CUX-S 01 |
| BW              | Lusbarg         | Altenwalde (53° 47′ 58,6″ N, 8° 39′ 38,5″ O) | 0,119 ha Verordnungsdatum 05.10.1957  |             | ND CUX-S 02 |
| Fotos hochladen | Schwarzer Deich | Sahlenburg (53° 51′ 48,6″ N, 8° 36′ 18″ O)   | 0,24 ha Verordnungsdatum 05.03.1938   |             | ND CUX-S 03 |
| Fotos hochladen | Grabhügel       | Gudendorf (53° 47′ 44,5″ N, 8° 40′ 15,2″ O)  | 0,014 ha Verordnungsdatum 28.06.1952  |             | ND CUX-S 06 |
| Fotos hochladen | Grabhügel       | Gudendorf (53° 47′ 41,4″ N, 8° 40′ 9,3″ O)   | 0,0779 ha Verordnungsdatum 28.06.1952 |             | ND CUX-S 07 |
| BW              | Eiche und Eibe  | Sahlenburg (53° 51′ 57,6″ N, 8° 38′ 13,2″ O) | Verordnungsdatum 28.06.1952           |             | ND CUX-S 11 |
| BW              | Lindenallee     | Altenbruch (53° 48′ 41,4″ N, 8° 46′ 25,1″ O) | Verordnungsdatum 28.06.1952           |             | ND CUX-S 12 |
| BW              | Baumgruppe      | Altenbruch (53° 49′ 32,2″ N, 8° 46′ 18,1″ O) | Verordnungsdatum 23.03.1960           |             | ND CUX-S 15 |
| BW              | Papenberg       | Gudendorf (53° 48′ 21,2″ N, 8° 40′ 4,8″ O)   | 0,14 ha Verordnungsdatum 28.06.1952   |             | ND CUX-S 16 |